# Margaret Drabble
Dame Margaret Drabble, Lady Holroyd, DBE (Sheffield, 1939. június 5. –) angol életrajzíró, regényíró és novellaíró.
Könyvei közé tartozik a The Millstone (1965), amely a következő évben elnyerte a John Llewellyn Rhys-díjat, és a Jerusalem the Golden, amely 1967-ben elnyerte a James Tait Black-emlékdíjat. 2006-ban a Cambridge-i Egyetem kitüntetésben részesítette, mivel korábban számos vöröstéglás (pl. Sheffield, Hull, Manchester) és lemezüveg egyetem (például Bradford, Keele, East Anglia és York) díjat kapott. 1973-ban megkapta az Amerikai Művészeti és Irodalmi Akadémia E. M. Forster-E. M. Forster-díjdíját.
Drabble írta Arnold Bennett és Angus Wilson életrajzát, és szerkesztette az Oxford Companion to English Literature két kiadását és egy Thomas Hardyról szóló könyvet.

## Fiatalkora
Sheffieldben született, a megyei bíróság bírája és regényírója, John Frederick Drabble és a tanárnő, Kathleen Marie (született Bloor) második leányaként. A nővére A. S. Byatt regényíró és kritikus volt; a legfiatalabb nővére Helen Langdon művészettörténész, testvérük pedig Richard Drabble KC ügyvéd. Drabble apja részt vett a zsidó menekültek elhelyezésében Sheffieldben az 1930-as években. Anyja shaviánus, apja kvéker volt.
Miután részt vett a The Mount Schoolban, egy yorki kvéker bentlakásos iskolában, ahol édesanyja dolgozott, Drabble ösztöndíjat kapott a cambridge-i Newnham College-ba. Cambridge-ben tanult angol irodalmat. 1960-ban csatlakozott a Stratford-upon-Avon-i Royal Shakespeare Company-hoz, és mielőtt irodalomtudományi és írói karriert akart folytatni, Vanessa Redgrave és Diana Rigg mellett dolgozott.

## Magánélete
Drabble 1960 és 1975 között házasodott össze Clive Swift színésszel. Három gyermekük született, a kertész és tévés személyiség, Joe Swift; az akadémikus Adam Swift; és Rebecca Swift († 2017), aki a The Literary Consultancy nevű céget vezette. 1982-ben Drabble férjhez ment Sir Michael Holroyd író és életrajzíróhoz; Londonban és Somersetben élnek.
Nővérével, A. S. Byatt-tel való kapcsolata néha feszült volt, mert mindkettőjűk írásaiban önéletrajzi elemek jelentek meg. Bár a kapcsolatuk már nem különösebben szoros, és nem olvassák egymás könyveit, Drabble a helyzetet "normális testvéri rivalizálásként" írja le a helyzetet, Byatt pedig azt mondta, hogy "a pletykalapok szörnyen túlértékelték", és hogy a nővérek "alapvetően mindig is kedvelték egymást".
Amikor 1978-ban a The Paris Review munkatársa, Barbara Milton interjúra kereste Drabble-t, úgy jellemezték, hogy "kisebb, mint azt a fényképeit nézve várhatnánk. Az arca finomabb, szebb és fiatalabb, meglepően fiatal ahhoz képest, aki annyi könyvet készített az elmúlt tizenhat évben. Szemei nagyon tiszták és figyelmesek, és ellágyulnak, amikor maguk a kérdések és saját gondolatmenete szórakoztatja, ahogy gyakran teszi." Ugyanebben az interjúban bevallotta, hogy három író iránt érzett "nagy csodálatot": Angus Wilson, Saul Bellow és Doris Lessing.

### Nézetek a 2003-as iraki invázióról
A 2003-as iraki inváziót követően Drabble így írt az Amerika-ellenesség várható hullámáról: "Amerika-ellenességem szinte ellenőrizhetetlenné vált. Megszállt, mint egy betegség. Felszáll a torkomban, mint a savas reflux, az a divatos amerikai betegség. Most már utálom az Egyesült Államokat és azt, amit Irakkal és a tehetetlen világ többi részével művelt", annak ellenére, hogy "emlékeztem a sok amerikaira, akiket ismerek és tisztelek". Írt a háborúról készült képek miatti szorongásairól, Jack Straw-val szembeni kifogásairól a guantánamói fogolytáborral kapcsolatban, valamint "az amerikai imperializmusról, az amerikai infantilizmusról és az amerikai diadalról azokról a győzelmekről, amelyeket nem is nyert meg". Emlékeztetett George Orwell szavaira az 1984-ben a "hatalom mámoráról" és "a győzelem izgalmáról, a tehetetlen ellenség lábbal taposásának érzéséről. Ha képet akarsz a jövőről, képzelj el egy csizmát, amely egy emberi arc – örökre." Így zárta: "Utálom ezt a gyűlöletet érezni. Folyamatosan emlékeztetnem kell magam arra, hogy ha Busht nem választják meg (ilyen szűken), akkor nem lennénk itt, és ebből semmi sem történt volna. Van egy másik Amerika. Éljen a másik Amerika, és ez az egy hamar elmúlik."

## Írásai
Drabble korai regényeit a Weidenfeld & Nicolson (1963–87), későbbi műveit a Penguin, Viking és Canongate adta ki, és visszatérő téma a kortárs angliai társadalom és népe közötti összefüggés. Főhősei többsége nő, és alakjainak valósághű leírása gyakran Drabble személyes tapasztalataiból származik; így első regényei az 1960-as és 1970-es évek fiatal nők életét írják le, akiknél az anyaság és az intellektuális kihívások konfliktusa kerül a fókuszba, míg az 1996-ban megjelent The Witch of Exmoor (Exmoori boszorkány) egy idős író visszahúzódó létét mutatja be. Ahogy Hilary Mantel írta 1989-ben: "Drabble hősnői vele együtt megöregedtek, megszilárdultak és savanyúak lettek, hajlamosabbak inni és káromkodni; mégis minden egymást követő könyvben kivirágzik komoly, erkölcsös természetük." Szereplőinek tragikus hibái politikai és gazdasági helyzetüket tükrözik. Drabble regényeket írt, állítása szerint 2011-ben, „hogy társaságot tudjak tartani magamnak”.
Első regénye, a A Summer Bird-Cage (Nyári kalitka) 1963-ban jelent meg. Azt mondta, azért írta, mert most ment férjhez, és „a gyerekek – nekem volt egy, és egy másikat vártam –, és az írás kényelmesen összekapcsolható volt a családdal." Ezzel megtalálta "informális, első személyű narratív hangját", amely szerinte váratlan felfedezés volt. Ezt a megközelítést fenntartotta első három könyvében is, miután "megszabadult az egyetemi esszé semleges kritikai prózájától", amelyet azonban bevallotta, hogy szívesen írt.
Második regénye, a The Garrick Year 1964-ben jelent meg, és színházi tapasztalataiból merített. Harmadik regénye, a The Millstone (Malomkő) 1965-ben jelent meg. Egy kisbabával rendelkező nőről szóló történetében Drabble hajadonná tette karakterét, hogy ne kelljen házasságról vagy a baba apjáról írnia. Egyik gyermeke léziós (lyuk a szívében) diagnózisának személyes tapasztalatait használta fel, hogy írjon arról a betegségről, amelyet regényében a gyermeknek adott. Valójában maga Drabble írta a The Millstone-t, amikor terhes volt saját gyermekével, vagyis a harmadikkal. A könyv ötvenedik évfordulója alkalmából 2015-ben Tessa Hadley úgy jellemezte, hogy „a 60-as évek alapvetõ feminista regénye, amilyennek Doris Lessing Az arany jegyzetfüzete mindig is lennie kell”. Drabble évekkel a The Millstone megírása után bevallotta: "Csak sok évvel később jöttem rá, hogy az általam kitalált orvosi részletek némelyike messze eltér a céltól."
Negyedik regénye, a Jerusalem the Golden (Arany Jeruzsálem) 1967-ben jelent meg. Ugyancsak egy nőről, egy angol nőről szól, aki Drabble-lel ellentétben az ország északi részéről származik, és Londonban jár egyetemre. Ötödik regénye, a The Waterfall 1969-ben jelent meg. Ez kísérleti jellegű. Hatodik regénye, a The Needle's Eye 1972-ben jelent meg. Egy örökösnőről szól, aki átadja az örökségét. 1975-ben megjelent hetedik regénye, a The Realms of Gold, központi szereplője egy régész hölgy. Nyolcadik, 1977-ben megjelent regénye, a The Ice Age (Jégkorszak) az 1970-es évek Angliájában és az akkori társadalmi és gazdasági körülmények között játszódik. Kilencedik, 1980-ban megjelent regényének, a The Middle Groundnak központi szereplője egy újságíró hölgy. Margaret Forster, rendszerint egyik kedves lektora, a The Middle Ground-ot „nem regénynek, hanem szociológiai értekezésnek” nevezte.
1989-ben megjelent tizenegyedik regénye, az A Natural Curiosity (A természetes kíváncsiság) című, 1987-ben megjelent tizedik, The Radiant Way (A Sugárzó út) című regénye szereplőinek történetét folytatja. Drabble az A Natural Curiosity előszavában bocsánatot kért olvasóitól, és azt mondta, hogy nem volt szándékos a folytatása. 1996-ban megjelent tizenharmadik regénye, a The Witch of Exmoor (Exmoori boszorkány) a kortárs Nagy-Britanniát dolgozza fel. 2001-ben megjelent tizennegyedik regénye, a The Peppered Moth egy fiatal lányról szól, aki egy dél-yorkshire-i bányászvárosban nőtt fel, és családjának négy generációját öleli fel. Tizenötödik, 2002-ben megjelent regénye, a The Seven Sisters (Hét nővér) egy nőről szól, akinek a házassága összeomlott, és Olaszországba utazik. A The Observer tizenhatodik regényének, a The Red Queennek (megjelent 2004-ben) egy részét "pszichodrabble"-nak nevezte, megjegyezve a könyv előszavában azt az állítását, hogy "univerzális transzkulturális emberi tulajdonságokat" keres. Ursula K. Le Guin kedvezően hasonlította Drabble tizenhetedik regényét, a The Sea Lady-t (megjelent 2006-ban) korábbi, The Needle's Eye című könyvével. 2009-ben Drabble bejelentette, hogy abbahagyja a szépirodalom írását, mert attól tart, hogy "ismétli magát". Ugyanebben az évben megjelentette a The Pattern in the Carpet: A Personal History with Jigsaws című emlékiratát.
2011-ben jelent meg a Drabble által 1966 és 2000 között megjelent 14 novellából álló A Day in the Life of a Smiling Woman (Egy nap egy mosolygó nő életében). Drabble számos forgatókönyvet, színdarabot és novellát ír, valamint olyan nem fikciót, mint például az A Writer's Britain: Landscape and Literature, valamint Arnold Bennett és Angus Wilson életrajzát. Kritikai munkái között szerepel William Wordsworth és Thomas Hardy tanulmányai. A The Oxford Companion to English Literature két kiadását szerkesztette 1985-ben és 2000-ben.
Drabble 1980 és 1982 között a National Book League (jelenleg Booktrust) elnöke volt.

## Díjai és kitüntetései

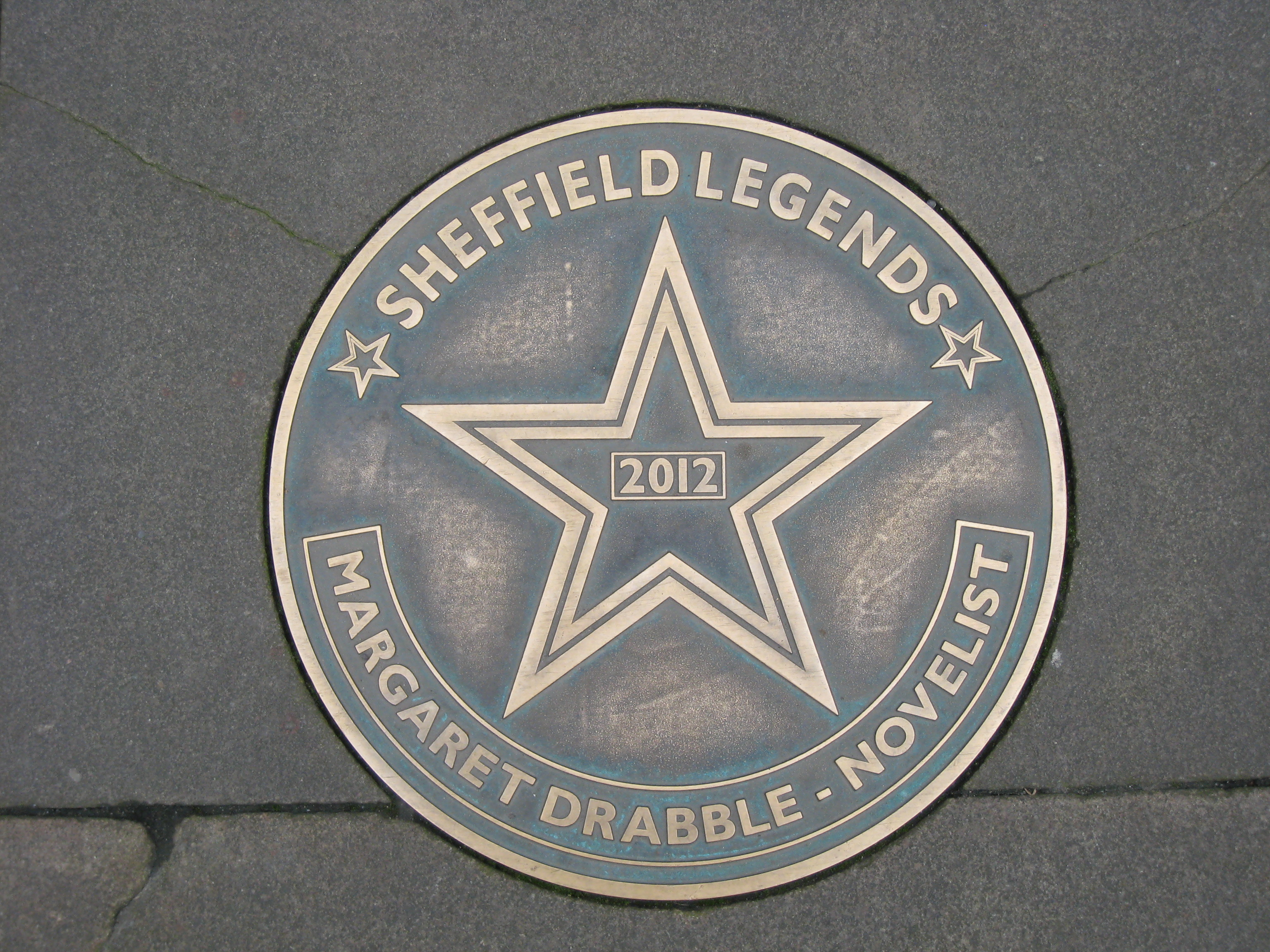
Emlékcsillag a sheffieldi városháza előtti járdán: a "hírességek sétánya" a városhoz kötődő emberek számára.

Drabble-t a Brit Birodalom Rendjének (CBE) parancsnokává nevezték ki II. Erzsébet brit királynő 1980-as születésnapi kitüntetésén, és a 2008-as születésnapi kitüntetésen a Brit Birodalom Rendjének Dame Commanderévé (DBE) léptették elő.
- 1966: John Llewellyn Rhys Memorial Prize, for The Millstone[33]
- 1967: James Tait Black Memorial Prize, for Jerusalem the Golden[34]
- 1972: The Yorkshire Post(wd) Book Award (Finest Fiction), for The Needle's Eye[2]
- 1972: The Yorkshire Post Book Award (Finest Fiction), for The Needle's Eye[2]
- 1973: American Academy of Arts and Letters E. M. Forster Award[2]
- 1976: Honorary doctorate from the University of Sheffield[2]
- 1987: Honorary doctorate from the University of Manchester[2]
- 1988: Honorary doctorate from the Keele University[2]
- 1988: Honorary doctorate from the University of Bradford[2]
- 1992: Honorary doctorate from the University of Hull[2]
- 1994: Honorary doctorate from the University of East Anglia[2]
- 1995: Honorary doctorate from the University of York[2]
- 2003: St. Louis Literary Award, given by the Saint Louis University Library Associates[35][36]
- 2006: Honorary Doctorate in Letters from the University of Cambridge[37]
- 2011: Golden PEN Award by English PEN, for "a Lifetime's Distinguished Service to Literature"[38][39]

## Bibliográfia

### Regények
- A Summer Bird-Cage, Weidenfeld & Nicolson(wd) (1963) ISBN 978-0140026344
- The Garrick Year, Weidenfeld & Nicolson (1964) ISBN 978-0140025491
- The Millstone, Weidenfeld & Nicolson (1965) ISBN 978-0297178811
- Jerusalem the Golden, Weidenfeld & Nicolson (1967) ISBN 978-0297748106
- The Waterfall, Weidenfeld & Nicolson (1969) ISBN 978-0452260177
- The Needle's Eye, Weidenfeld & Nicolson (1972) ISBN 978-0156029353
- The Realms of Gold, Weidenfeld & Nicolson (1975) ISBN 978-0140043600
- The Ice Age, Weidenfeld & Nicolson (1977) ISBN 978-0140048049
- The Middle Ground, Weidenfeld & Nicolson (1980) ISBN 978-0140057454
- The Radiant Way, Weidenfeld & Nicolson (1987) ISBN 978-0140101683
- A Natural Curiosity, Viking(wd) (1989) ISBN 978-0140122282
- The Gates of Ivory, Viking (1991) ISBN 978-0140166033
- The Witch of Exmoor, Viking (1996) ISBN 978-0140261943
- The Peppered Moth, Viking (2001) ISBN 978-0140297164
- The Seven Sisters, Viking (2002) ISBN 978-0670913350
- The Red Queen, Viking (2004) ISBN 978-0141018164
- The Sea Lady, Penguin(wd) (2006) ISBN 978-0141027456
- The Pure Gold Baby, Canongate(wd) (2013) ISBN 978-1782111122
- The Dark Flood Rises, Canongate (2016) ISBN 978-1782118336

### Rövid fikció
- The Gifts of War (1969), a címadó történetet (a "Hassan's Tower" miatt) a Penguin Modern Classics(wd) 2011. február 24-én újra kiadta ISBN 978-0141195957[40]
- "Hassan's Tower" (1980), published by Sylvester & Orphanos(wd) ISBN 978-0297769798
- A Day in the Life of a Smiling Woman: Complete Short Stories (2011) ISBN 978-0547737355

### Non-fiction
- Wordsworth (Literature in Perspective series) (1966) ISBN 978-0668019439
- Arnold Bennett: A Biography[5] (1974) ISBN 978-0571255092
- For Queen and Country: Britain in the Victorian Age (1978) a 'Mirror of Britain' című sorozatból, André Deutsch ISBN 978-0233969398
- A Writer's Britain: Landscape in Literature (1979) ISBN 978-0500514931
- Stratford Revisited: A Legacy of the Sixties (1989) a Gareth Lloyd Evans Shakespeare előadásból
- Angus Wilson: A Biography[6] (1995) Secker & Warburg(wd) ISBN 978-0436200380
- The Pattern in the Carpet: A Personal History with Jigsaws (2009) ISBN 978-0547241449

### Szerkesztőként
- London Consequences (1972) – also co-editor ISBN 978-0950244709
- The Genius of Thomas Hardy (1976) ISBN 978-0394495569
- The Oxford Companion to English Literature (5th and 6th editions)[2] (1985, 2000) ISBN 978-0198614531

### Kritikai tanulmányok és áttekintések Drabble munkájáról
- Rubenstein, Roberta (1994. szeptember 1.). „Fragmented bodies/selves/narratives: Margaret Drabble's postmodern turn”. Contemporary Literature 35 (1), 136–155. o, Kiadó: University of Wisconsin Press. DOI:10.2307/1208739. JSTOR 1208739. (20 pages)[41]
- Glenda Leeming. Margaret Drabble (Liverpool University Press; 2004, 2020) ISBN 9781786946546

### Magyarul
- Malomkő. Regény (The Millstone) – Európa, Budapest, 1971 (Nők könyvespolca) · ISBN 9630745100 · fordította: Borbás Mária
- A vízesés. Regény (The Waterfall) – Magvető, Budapest, 1973 · fordította: Róna Éva, bevezette: Zentai Éva

## Egyéb információk
- Margaret Drabble British Council: Literature
- Margaret Drabble az Internet Movie Database oldalon (angolul)

## Fordítás
- Ez a szócikk részben vagy egészben  a   Margaret Drabble című angol Wikipédia-szócikk fordításán alapul.  Az eredeti cikk szerkesztőit annak laptörténete sorolja fel. Ez a jelzés csupán a megfogalmazás eredetét és a szerzői jogokat jelzi, nem szolgál a cikkben szereplő információk forrásmegjelöléseként.